# Hartmut Krebs
Hartmut Krebs (* 17. Mai 1946 in Isny im Allgäu; † 29. September 2007) war ein deutscher Beamter, Staatssekretär und Unternehmer.

## Ausbildung
Hartmut Krebs studierte von 1968 bis 1973 Volkswirtschaft an der Freien Universität Berlin und der Universität des Saarlandes.

## Hauptberufliche Tätigkeiten
Er war seite dem Jahr 1976 für den Regierungspräsidenten Düsseldorf tätig, anschließend für die Düsseldorfer Staatskanzlei und das nordrhein-westfälische Umweltministerium. In den Jahren 1990 bis 1999 war er Staatssekretär im Ministerium für Wirtschaft, Mittelstand, Technologie und Verkehr.
Von 1996 bis 2000 war er zudem Vorstandsvorsitzender der Messe Düsseldorf; während dieser Zeit mussten die von Krebs initiierten Events „Star Trek“ und „Titanic“ mit Verlusten von rund 60 Millionen Euro abgeschrieben werden. Der damalige nordrhein-westfälische Ministerpräsident Wolfgang Clement hatte sich hinter Krebs gestellt; eine Klage der Düsseldorfer Messegesellschaft gegen Krebs und den damaligen Messe-Mitgeschäftsführer Jürgen Schroer auf Schadenersatz hatte das Landgericht Düsseldorf im Jahr 2005 zurückgewiesen.
In den Jahren 2000 bis 2005 war er Staatssekretär im Wissenschaftsministerium (MSWF) der Landesregierung Nordrhein-Westfalen. Krebs engagierte sich besonders im Transfer wissenschaftlicher Erkenntnisse in Politik und Wirtschaft. Er war für zahlreiche Zielvereinbarungen zwischen Land und Hochschulen verantwortlich.
Seit dem Jahr 2005 war er selbstständiger Unternehmer mit der Firma K+K Wissenstransfer e. K. sowie Partner in der General Capital Group Beteiligungsberatung GmbH in München.

## Tätigkeit in Beiräten und Aufsichtsräten
Hartmut Krebs war persönliches Mitglied der Max-Planck-Gesellschaft und der Fraunhofer-Gesellschaft, der Nordrhein-Westfälischen Akademie der Wissenschaften und der Künste, des Beirats des Deutsch-Chinesischen Wirtschaftsforums und der Deutsch-Japanischen Gesellschaft am Niederrhein. Im Jahr 2003 wurde er mit der Ehrendoktorwürde der Moscow State University of Communication Means (MIIT) geehrt und am 30. Juni 2005 wurde er Ehrenmitglied in der World Innovation Foundation (wif).
Krebs war Aufsichtsrats-Mitglied im Forschungszentrum Jülich, im Wuppertal Institut für Klima, Umwelt, Energie, im Universitätsklinikum Düsseldorf, in der Zollverein School of Management and Design und Mitglied des International Board des BICC (Bonn International Center of Conversion). In den Jahren 1991 bis 1998 war er Aufsichtsratsmitglied bei der Gelsenwasser AG und von 1990 bis 1996 im Aufsichtsrat der IKB Deutschen Industriebank.